# Rede (Suffolk)
Rede is een civil parish in het bestuurlijke gebied West Suffolk, in het Engelse graafschap Suffolk met 160 inwoners.

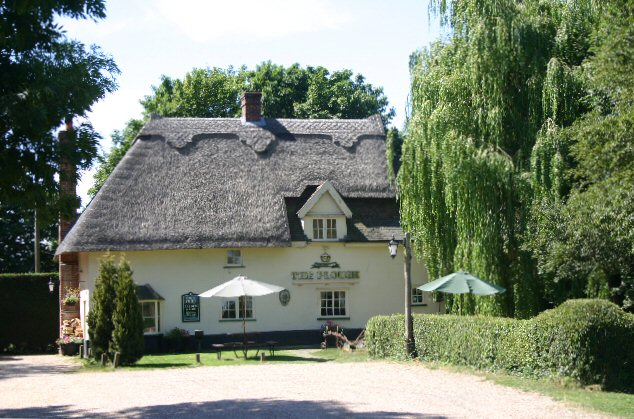
The Plough Inn